# 北海道農業共済組合
北海道農業共済組合（ほっかいどうのうぎょうきょうさいくみあい）は、北海道全域を管轄する農業共済組合である。農業共済組合としては国内最大であり、47都道府県中46番目の特定組合化であった。組合員数約2万8千人。略称はNOSAI北海道。

## 所在地
〒060-0004 北海道札幌市中央区北4条西1丁目1番地　北農ビル15階

## 沿革
2010年（平成22年）に農林水産省が示した農業共済組合の1県1組合化（業務効率化や運営基盤の強化を目的に1都道府県に1つの組合へ統合する）の指導方針に基づき組織再編を進め、段階的に近隣管内の合併をし現在の形態となった。

### 前史
- 1948年（昭和23年）北海道内各地で農業共済組合が設立される。
- 2017年（平成29年）道内の農業共済組合を合併・集約し北海道中央、みなみ北海道、十勝、オホーツク、ひがし北海道の5組合と連合会からなる体制に移行[1]。
- 2021年（令和3年）5月 : 上記5組合の総代会で合併が承認される[1]。

### 発足後
- 2022年（令和4年）
  - 4月1日 : 道内5つの農業共済組合が合併、北海道農業共済組合が発足する[1]。
  - 5月：従来の道内5つの農業共済組合の上部組織であった北海道農業共済組合連合会が解散し、北海道農業共済組合が財産等を承継、特定組合となる[2]。
- 2023年（令和5年）
  - 4月1日：次のように改組。
    - 前日を以って美深家畜診療所中川分室（中川町）を閉鎖[3]。
    - 同日より空知中央家畜診療所（岩見沢市）・中空知家畜診療所（滝川市）・北空知家畜診療所（深川市）の業務を新設の空知家畜診療所（滝川市）に統合・移管[4]。

  - 8月1日：道央統括センター（深川市）の機能を本所と同一の北農ビル内に移転[5]。
  - 8月28日：道央統括センター宗谷支所（稚内市）を豊富町（宗谷支所宗谷北部家畜診療所と同一地）に移転[6]。
- 2024年（令和6年）8月5日：みなみ統括センター石狩支所・石狩北部家畜診療所（江別市篠津）を江別研修所（江別市新栄台）内に統合・移転[7]。
- 2025年（令和7年）
  - 2月1日：同日付でサツドラホールディングスと包括連携協定（獣医療における「遠隔診療の推進に向けた医薬品の取扱いに関すること」等）を結ぶ[8]。
  - 4月1日：同日付で規模が大きすぎる統括センターを下記のように分割改組、合わせて管理会計を導入（予定）[9]。
    - みなみ統括センターをみなみ西部センター（八雲町）とみなみ東部センター（厚真町）に分割。
    - 道央統括センターを道央空知センター（岩見沢市）、道央上川センター（旭川市）、道央宗谷留萌センター（豊富町）に分割。

## 事業

### 農業共済事業
公的保険制度である農業共済事業のうち、NOSAI北海道では以下の共済における北海道内での実施主体となっている。
| 事業         | 補償対象                                                                                   |
| ------------ | ------------------------------------------------------------------------------------------ |
| 農作物共済   | 水稲、麦                                                                                   |
| 家畜共済     | 牛、馬、豚                                                                                 |
| 果樹共済     | りんご、ぶどう                                                                             |
| 畑作物共済   | ばれいしょ、大豆、小豆、いんげん、てん菜、そば、スイートコーン、たまねぎ、かぼちゃ、ホップ |
| 園芸施設共済 | 特定園芸施設、附帯施設、施設内農作物、特定園芸施設撤去費用、園芸施設復旧費用               |

このほか、任意共済（保管中農産物）を国の制度ではない独自の事業として実施している。

### 受託業務
全国農業共済組合連合会が実施主体である農業経営収入保険の北海道内における窓口業務を受託している。

### 家畜診療業務
組合員向けに北海道内約70か所の家畜診療所（産業動物の動物病院）を直営で運営し、約800名の獣医師を抱えている。

## 管轄区域
合併以前の5組合の管轄区域をそれぞれの「統括センター」と呼ぶ組織で管轄している。
みなみと道央の統括センターは本所と同一の北農ビル内に入居しているが、その他の3統括センターは各管轄地域内に設けられている。
みなみ統括センター（札幌市中央区...本所と同一地）
札幌市、江別市、千歳市、恵庭市、北広島市、石狩市、当別町、新篠津村、小樽市、島牧村、寿都町、黒松内町、蘭越町、ニセコ町、真狩村、留寿都村、喜茂別町、京極町、倶知安町、岩内町、共和町、泊村、神恵内村、積丹町、古平町、仁木町、余市町、赤井川村、苫小牧市、室蘭市、登別市、伊達市、豊浦町、洞爺湖町、壮瞥町、白老町、厚真町、安平町、むかわ町、日高町、平取町、新冠町、新ひだか町、浦河町、様似町、えりも町、函館市、北斗市、松前町、福島町、知内町、木古内町、七飯町、鹿部町、森町、八雲町、長万部町、江差町、上ノ国町、厚沢部町、乙部町、奥尻町、今金町、せたな町
道央統括センター（札幌市中央区......本所と同一地）
深川市、夕張市、岩見沢市、美唄市、三笠市、芦別市、赤平市、滝川市、砂川市、歌志内市、月形町、南幌町、由仁町、長沼町、栗山町、奈井江町、上砂川町、浦臼町、新十津川町、妹背牛町、秩父別町、雨竜町、北竜町、沼田町、幌加内町、旭川市、富良野市、士別市、名寄市、美瑛町、上川町、愛別町、比布町、当麻町、東川町、東神楽町、鷹栖町、上富良野町、中富良野町、南富良野町、占冠村、和寒町、剣淵町、下川町、美深町、中川町、音威子府村、留萌市、増毛町、小平町、苫前町、羽幌町、初山別村、遠別町、天塩町、幌延町、稚内市、猿払村、浜頓別町、中頓別町、枝幸町、豊富町、利尻町、利尻富士町、礼文町
十勝統括センター（帯広市）
帯広市、音更町、士幌町、上士幌町、清水町、新得町、鹿追町、芽室町、中札内村、更別村、大樹町、広尾町、幕別町、池田町、豊頃町、浦幌町、本別町、足寄町、陸別町
ひがし統括センター（標津郡中標津町）
釧路市、白糠町、釧路町、厚岸町、浜中町、弟子屈町、標茶町、鶴居村、根室市、中標津町、標津町、別海町、羅臼町
オホーツク統括センター（北見市）
北見市、網走市、紋別市、湧別町、滝上町、興部町、西興部村、雄武町、遠軽町、佐呂間町、訓子府町、置戸町、大空町、斜里町、清里町、小清水町、美幌町、津別町

## 本所付属施設
- 研修所・附属寮（江別市）

## 提供番組
- おはよう!松永俊之です「NOSAIおめざめリクエスト」（HBCラジオ、北海道農業共済組合連合会時代）[18]
- カーナビラジオ午後一番!（HBCラジオ）[19]
- グッチーのGood Friday!（HBCラジオ）[19]